# Speculum maius
Lo Speculum maius è la più importante enciclopedia medievale, scritta da Vincenzo di Beauvais (o Vincentius Bellovacensis nel latino dell'epoca) nel XIII secolo. Composta di oltre tre milioni di parole, fu l'opera più ambiziosa di questo tipo del periodo tardo medievale.

## Struttura
È divisa in tre parti:
- Speculum naturale ("Specchio  naturale") in 32 libri:
  - I: Creazione: Dio, Trinità, angeli;
  - II: mondo sensibile: luce e colori, i quattro elementi, Lucifero e gli altri angeli caduti;
  - III-IV: anima, cielo, tempo, meteorologia;
  - V-XIV: mare e acque, terra ed agricoltura, metalli, pietre preziose, vegetali;
  - XV: astronomia: luna, stelle, sole, stagioni;
  - XVI-XVII: volatili e pesci;
  - XVIII-XXII: animali terrestri, selvatici e domestici;
  - XXIII-XXVIII: psicologia, fisiologia ed anatomia umana;
  - XXIX-XXXI: supplemento ai precedenti
  - XXXII: riassunto delle conoscenze geografiche e storiche dell'anno 1250.

- Speculum doctrinale ("Specchio dottrinale") in 17 libri:
  - I: filosofia e dizionario latino di 6-7.000 parole;
  - II: grammatica, logica, retorica, poetica;
  - III: a integrazione del precedente, contiene alcuni racconti e favole;
  - IV-V: virtù e vita monastica;
  - VI: architettura, giardinaggio, allevamento, viticultura, almanacco dei lavori agricoli nei vari mesi dell'anno;
  - VII-X: politica (educazione dei principi) e diritto (civile, penale e canonico);
  - XI mestieri, guerra, caccia, commercio e navigazione, alchimia;
  - XII-XIV: medicina;
  - XV: fisica (è un riassunto dello Speculum naturale);
  - XVI: aritmetica, musica, geometria, astronomia, astrologia, pesi e misure, metafisica;
  - XVII: teologia e mitologia.

- Speculum historiale ("Specchio storico")
  - racconta la storia fino al 1254, nonché la fine del mondo.

All'inizio del Trecento, un anonimo continuatore aggiunse una quarta parte:
- Speculum morale ("Specchio morale")

## Fortuna
Di quest'opera furono redatte varie versioni nel corso del Rinascimento.
Una parafrasi dello Speculum historiale sono i Fiori e vita di filosafi ed altri savi ed imperadori di un anonimo toscano, redatti nel XIII secolo.